# Station Boeck
Station Buk Szczeciński was een spoorwegstation in de Poolse plaats Buk aan de lijn van de Randower Kleinbahn van Stöven (Stobno) naar Neuwarp (Nowe Warpno). De plaats lag voor 1945 in Duitsland en heette toen Boeck. De spoorlijn is in 1945 door het Rode Leger afgebroken en als herstelbetaling naar de Sovjet-Unie getransporteerd.